# K2 (film)
Pour plus de détails, voir Fiche technique et Distribution.
K2 est un film américano-britannico-japonais réalisé par Franc Roddam, sorti en 1991.

## Synopsis
Deux amis alpinistes amateurs sont engagés par un milliardaire pour une expédition censée les mener au sommet de la montagne la plus dangereuse du monde, le K2.

## Fiche technique
- Titre français : K2, l'ultime défi
- Réalisation : Franc Roddam
- Scénario : Patrick Meyers, Scott Roberts
- Photographie : Gabriel Beristain
- Montage : Sean Barton
- Musique : Hans Zimmer
- Production : Jonathan T. Taplin, Tim Van Rellim, Marilyn Weiner
- Société de production : Trans Pacific Films, Majestic Films International
- Pays :  Royaume-Uni,  Japon,  États-Unis
- Langue : Anglais
- Format : Couleur - Dolby Digital - DTS - 35 mm - 1.85:1
- Genre : Aventure, Drame
- Durée : 106 min
- Public : Déconseillé aux moins de 16 ans

## Distribution
- Michael Biehn  (VF : Luc Bernard)  : Taylor Brooks
- Matt Craven  (VF : William Coryn)  : Harry Jameson
- Raymond J. Barry  (VF : Jean-Pierre Moulin)  : Phillip Claiborne
- Luca Bercovici (en)  (VF : Michel Vigné)  : Dallas Wolf
- Patricia Charbonneau  (VF : Déborah Perret)  : Jacki Metcalfe
- Hiroshi Fujioka : Takane Shimizu
- Jamal Shah  (VF : Mostéfa Stiti)  : Malik
- Julia Nickson-Soul  (VF : Dorothée Jemma)  : Cindy Jameson